# Martinho Ndafa Kabi
Martinho Ndafa Kabi (født 17. september 1957) er en politiker fra Guinea-Bissau. Han var premierminister i landet 13. april 2007 til 5. august 2008. Han er et af de ledende medlemmer af Det afrikanske parti for Guinea-Bissau og Kap Verdes uafhængighed (PAIGC).